# Света Петка (Белград)
Вижте пояснителната страница за други значения на Света Петка.
„Света Петка“ (на сръбски: Црква Свете Петке) е православна църква, намираща се в Белградската крепост, Белград, Сърбия. Възстановена е през 1937 година по инициатива на сръбския патриарх Варнава Росич на мястото на стария храм, подигнат специално за съхранение мощите на света Петка Българска от княгиня Милица. През 1417 година мощите на светицата се пренесени в църквата, а след превземането на Белград от Сюлейман Великолепни през 1521 година (виж Обсада на Белград (1521)), мощите на светицата за пренесени в Цариград.